# Ōshima Hisanao
Ōshima Hisanao est un nom japonais traditionnel ; le nom de famille (ou le nom d'école), Ōshima, précède donc le prénom (ou le nom d'artiste).
Le vicomte Ōshima Hisanao (大島久直) (1er octobre 1848 - 27 septembre 1928) est un général de l'armée impériale japonaise.

## Biographie
Ōshima est le plus jeune fils d'un samouraï du domaine d'Akita (actuelle préfecture d'Akita). De 1868 à 1869, il combat durant la guerre de Boshin de la restauration de Meiji du côté impérial et est nommé lieutenant dans la nouvelle armée impériale japonaise. En décembre 1875, il est vice-chef d'État-major de la garnison de Tokyo. Durant la rébellion de Satsuma de 1877, il commande un bataillon.
Il retourne à la garnison de Tokyo après la rébellion, servant à divers postes, et est promu colonel en avril 1887. En avril 1889, il est nommé commandant du 3e régiment d'infanterie de la garde impériale du Japon et en juin 1890, il est commandant de l'école militaire impériale du Japon. En 1892, Ōshima est promu major-général et assigné au commandement de la 5e brigade d'infanterie. En novembre 1893, il prend le commandement de la 6e brigade d'infanterie qu'il mène pendant la première guerre sino-japonaise.
Après la guerre, Ōshima est chef d'État-major de la garnison de Taïwan et en août 1895, il reçoit le titre de baron (danshaku) selon le système de noblesse kazoku. Il est également décoré de l'ordre du Milan d'or (3e classe). Il est promu lieutenant-général en octobre 1898 et est assigné au commandement de la nouvelle 9e division. En 1903, il est décoré de l'ordre du Trésor sacré (1re classe).
Au début de la guerre russo-japonaise, Ōshima mène la 9e division pendant le siège de Port-Arthur, sous le commandement de la 3e armée de Nogi Maresuke. Ses forces jouent un rôle majeur dans la sanglante bataille de la colline de 203 m durant le siège et combattent ensuite à la bataille de Mukden. En avril 1906, il est décoré du Grand cordon de l'ordre du Soleil levant et de l'ordre du Milan d'or (2e classe). Il est promu général en mai 1906. En juin, il est assigné au commandement de la garde impériale. En septembre 1907, Ōshima est élevé au titre de vicomte (shishaku). En 1908, il est promu inspecteur général de l'entraînement militaire, l'un des trois postes les plus prestigieux de l'armée. Il devient ensuite conseiller militaire en 1911 et entre dans la réserve en septembre 1913 avant de se retirer en 1918.